# Clock Tower
Clock Tower (クロックタワー?) es una saga de videojuegos «point and click» desarrollada por Human y creada por Hifumi Kono. Se caracteriza por usar un sistema de juego a medio camino entre la aventura gráfica y la acción; además de usar una ambientación de terror que la aproxima a los juegos de terror y supervivencia, y la lleva a que se la considere precursora de este género. La característica principal de este juego es la incapacidad de defenderse de cualquier ser que aparezca además de que cuenta con un retrato del personaje que va cambiando de color dependiendo de la situación. Toma influencias de Phenomena, película de Dario Argento, especialmente en su primera entrega, desarrollada con bajo presupuesto y personal.
El primero de la serie salió para SNES y las secuelas fueron hechas para PSX y PS2.
Su última entrega publicada fue Clock Tower 3 para PS2, esta vez producida por Capcom, el cual compró los derechos de Human, que había cerrado en el año 2000. Fue desarrollada por Sunsoft.

## Argumento
Jennifer Simpson es una huérfana procedente del orfanato Granite Orphan en Romsladen, Noruega. Junto a sus amigas Laura Harrington, Anne y Lotte, fueron adoptadas el 14 de septiembre de 1995 con un recluso llamado Simon Barrows que es escoltado hasta la mansión Barrows por su esposa. Esta mansión es también conocida como la «Clock Tower» (lit.: «Torre del reloj» y además de aludir el título del videojuego). Las muchachas están ansiosas por instalarse en su nuevo hogar. Dentro de la morada encontramos a las cinco en la mansión Barrows. Mary le dice que se espere en el lugar. Después de una gran lapso de tiempo, Jennifer se percata de que algo les puede estar ocurriendo a sus cuatro compañeras. Empieza a escuchar gritos desgarradores procedentes de la puerta que se separaba de sus compañeras. Cuando menos se da cuenta, el lugar se vuelve oscuro y las luces se apagan. Cuando se encienden de nuevo, se encuentra sola. Ella va a la búsqueda de sus amigas, pero no sabe lo que es espera (durante todo el juego será observada y perseguida). Después de encontrar a Laura o Anne asesinada por un Homúnculo que portaba consigo una enormes tijeras, Jennifer se encuentra el cuerpo de Anne (se halla dentro de la ducha colgada y agredida de forma violenta). 
Al salir del baño, Jennifer explora más en el lugar, pero inesperadamente el cristal se rompe y el cuerpo de Anne implada en el proceso de la caída. Mientras que Jennifer escapa y empieza a perderle de vista, Jennifer va en busca de más respuestas y la verdad de la naturaleza de los Barrow entrando en una habitación. Existen diversas maneras de matar (estrangulando de acercarse al espejo o ella ofreciendo una bebida, pero que en realidad es un veneno que mata). Aunque hasta ahora he podido sobrevivir de las amenazas que asolan el hogar, Jennifer encuentra un cuerpo que reconoce perfectamente (es un esqueleto vestido con un conjunto que nadie mejor que ella puede saber), resultando ser su padre (10 de noviembre de 1986). Explorando, encuentra con una puerta que requiere de una específica llave: de haberla obtenido y traspasarla, aparecerá en un ambiente tétrico. En la cortina se halla una silueta simulando a Anne, que la persigue. Al poco tiempo se muestra de nuevo el cuerpo inerte de Anne. Jennifer se da cuenta de que es una especie de cripta secreta. Merodeando por el lugar, se topa con una gran cortina. Tras ella see scuchan gemidos: parece ser otro de los hijos de Mary. Este se llama Dan y vive en la cripta porque creció con una malformación que lo hace ser un bebe gigante. La criatura se despierta y Jennifer huye (es un momento en el que jugador, con pericia, tiene que ir escalando para que Dan no la alcance).
Se dirige a la torre del reloj y acaba incinerando a Dan, envuelto en llamas por el aceite de la cueva. Jennifer usa el ascensor para llegar a la torre. Durante la escalada encuentra al Homúnculo de las tijeras. Jennifer arremete con una patada, a lo que se desprende de él, deparándole una fatal caída que acaba con su vida. Al llegar ala torre del reloj, Jennifer encuentra a Mary. jennifer acciona el reloj y la empuja hacia los fusibles, haciendo que Mary muera por electrocución. el juego concluye con Laura Harrington, a pesar de hallarla muerta en la piscina o en la bañera, dando paso a los créditos.
En la versión de PlayStation, parte de la biogénesis del juego es cómo Jennifer es tratada por profesionales después de los acontecimientos para saber qué es lo que tiene su mente, si en realidad es fruto de su terror o algo real. Es adoptada nuevamente y están haciendo todo lo posible por descifrar el enigma. Durante el proceso se descubre que no se creen nada de lo que dice Jennifer, e irrumpe en las sesiones porque es vital que la prensa tenga constancia de ello. Durante la rueda de prensa, Jennifer se percata que todo lo han exagerado y manipulado el incidente de hace un año con ella como superviviente resulta ser toda una farsa. Lo que no le quita nadie es lo que Jennifer ha vivido y tiene que vivir en esta entrega. Todo es debido a un niño con amnesia y a la prensa de la época, sumamente sensacionalista. Barton, por su parte, no puede hacer nada. Helen, la nueva madre adoptiva, se opone por completo a la hipnosis. Esto hace que la trama se complique más. Barton desconocía que lo que llevaba consigo era una pista muy importante: una estatua de la mansión Barrows.
Durante la partida manejaremos o al profesor Barton o a Jennifer. Dependiendo de las elecciones, jennifer se halla en la biblioteca de una universidad metropolitana buscando ayuda. Pregunta al guarda que una persona se halla en problemas. En ese momento, el niño de la tijeras hace acto de presencia, matando al guardia. Jennifer, horrorizada y por la sensación que le recurre de ser perseguida, se refugia en la biblioteca. Aquí se encuentra con el bibliotecario, pero este ya está muerto. Cuando ella lo toca la cabeza, esta se desprende del tronco. El asesino ha estado antes haciendo una masacre en el lugar, pues Jennifer no hace más que encontrarse a su paso cuerpos mutilados o masacrados fruto del asesino de las tijeras que inesperadamente volvió para torturarla una entrega más. 
A diferencia del anterior juego, las habitaciones y los lugares cerrados tienen que cumplir condiciones específicas o de precisar de llaves para tener acceso. Jennifer tiene la desgracia de que nadie hasta ahora la cree, haciendo que lo que ha vivido es una mentira. En ciertas partes del juego podemos manejar a Helen. Su trama comienza con su ordenador teniendo comportamientos extraños hasta que este se estropea. Alguien acude para reparar el ordenador. Tomando control del personaje, llaman a la puerta. Es Rose, una de sus compañeras, que espera a alguien. Hace tiempo, en casa de Helen, Rose reprocha a Helen, que la utiliza como un motel. Momentos más tarde aparece el compañero en cuestión, que estaba de camino. Cuando entra a la casa de Helen, el hombre de las tijeras mata al compañero.
Esto deja claro que existen distintos sujetos con las tijeras atormentando a distintos personajes. Desde entonces, hay que sobrevivir y encontrar pistas. Helen intenta hablar con Gotz, pero él no está convencido de lo que ella dice, posicionando al igual que Jennifer de exagerar y de que solo está aterrorizada, pero que no es real. Dependiendo de las acciones, encuentra la estatua en la universidad metropolitana o en la casa de su ex mayordomo doméstico. Si está en la biblioteca, se tomará el papel de Helen. En este segundo acto, la empleada de la biblioteca notifica a Helen que están por cerrar. Helen conoce a un hombre de hace tiempo, del cual también esta detrás sobre la torre del reloj. De forma inesperada ese día, revisitando el lugar el reloj que de hace ya uno año dejó de sonar en ese mismo instante esta sonando por razones desconocidas. El profesor Sullivan no da crédito debido a que hace tiempo que no sonaba de esa forma. Sullivan asoma a ver y su cabeza es cortada por las agujas de la torre del reloj por el hombre de las tijeras. 
El ambiente se oscurece. Helene tiene que abandonar el lugar cuando antes y por su vida. Helen presume que Edward puede estar en la biblioteca corriendo peligro, por lo que va cuando antes a recuperar la estatua y a salvarlo del fatídico destino que está asolando a todas las personas por las que Helen se cruza. Por el camino, Helen y Edward se hallan vivos. Edward sabe que existe un camino en el que pueden estar a salvo. Así, van a través del conducto de ventilación para notificar cuando antes al jefe del cuerpo de policía. Aquí se da por concluida la ruta de Jennifer.
La ruta de Nolan empieza con que Helen le pide que vaya a buscar la estatua y Nolan se hace jugable. En la casa de Rick, el al igual que con Helen, se ha de buscar pistas. Rápidamente, se ve cómo muere uno de sus amigos aplastado por una lámpara. Antes de entregar a Nolan la ubicación de la estatua y del lugar, también puede morir de otra manera. Así, es la información jamás será proporcionada. El perro de Rick, de forma poco usual, muestra una agresividad y una rabia que lo tira al suelo y muere por un violento mordisco en el cuello. El lugar se vuelve oscuro y el hombre de las tijeras aparece. Nolan y Gotz tienen que buscar la estatua al estar todavía con vida. Al obtener todo lo requerido en este acto, ambos consiguen distraer al enemigo y poder salir con vida de la casa. 
Jennifer y Helen se van de viaje en busca de más pistas. El viaje es accidentado y no llegan a su destino, cayendo en un lugar boscoso. Se desconoce qué ha podido pasar con el vuelo para que este saliese accidentado. Para entonces se encuentran los supervivientes que salían de un vuelo desde Oslo. Estos planifican ir al castillo, pero no contaban con un preciso tiempo estimado, por lo que anochece y sus planes quedan postergados en un ambiente salvaje y boscoso. Hacen una campaña para descansar y resguardarse de los peligros. Desgraciadamente, Jennifer ha desaparecido. No se sabe ni el cómo ni el por qué. Temiendo lo peor, estos se apresuran en su plan principal (llegar al castillo en un tiempo estimado) acordado por los supervivientes.
Volviendo a manejar a Jennifer, se aparece en una sección del castillo en la cual se encuentra atrapada. Una cruda verdad ha sido desvelada: muchos de los asesinos de las tijeras eran unos disfrazados a los que habían dicho que matasen gente. Al final, caen víctima del engaño, traicionados y muertos. Jennifer encuentra una pasaje en latín. Se ha de explorar para desvelar más acerca de ese enigma. Cada movimiento repercutirá en las personas de la mansión, encontrarlas vivas o muertas con sus respectivas cinemáticas. Jugando como Helen, se ha de encontrar a Jennifer. El pasaje en latín resultó ser una escritura hecha por un Barrow traidor en la familia y acabó desechado en un cubo de basura. Durante la exploración, Helen y Jennifer pueden ver entre las habitaciones del castillo los espíritus de unos niños. Jennifer se encuentra en una capilla acorralada por el asesino de las tijeras.
Si Helen tiene una pistola, existe una secuencia de tiempo. En esta secuencia, se ha de apuntar al sujeto para salvar a Jennifer. Barton finalmente pierde por completo su cordura y muere en el acto. Lo que ocurre en la trama es lo mismo tanto para Helen como para Jennifer: ambas hablan con el asesino de las tijeras. Se abre un agujero de 30 centímetros que succiona a este. Finalmente, el equipo de prensa, así como a Gotz y el resto de los que intentaban desvelar la historia, se encuentran en este mismo lugar. Esta vez, la prensa toman constancia de todo, viendo que todo es una realidad. La vista de todos cambia por completo y es entonces cuando concluye este universo.

## Finales
El criterio de los finales en la saga se califica mediante una «nota». La más alta y perfecta es la S, mientras que la peor es la H.
Final S (el final perfecto e idílico): Jennifer está en lo alto de la torre del reloj. Anne/Laura (Dependiendo de cual de ellas no haya muerto) se halla en el suelo, inconsciente, Bobby aparece listo para atacar, Jennifer va hacia los controles del reloj y lo activa, sin poder soportar el sonido producido por la maquinaria y el reloj mismo, Bobby tira sus tijeras y se tapa las orejas, empieza a caminar hacia un barandal, lo rompe y se tira hacia su propia muerte en los engranajes. Después de eso, la protagonista se acerca a Anne/Laura para revisar que esté bien, solo para escuchar a Mary, diciéndole lo terrible que ha sido como su hija, y procede a correr hacia la muchacha para intentar estrangularla, iniciando un evento del pánico, aquí el jugador debe presionar el botón del pánico, (El botón depende de la plataforma en que juegues) repetida y rápidamente para poder sobrevivir. Si se logra superar el evento, de repente, una bandada de cuervos aparecerá y picoteará a Mary, empujándola por el borde de la entrada de la torre. La joven despierta a su amiga y juntas salen al exterior para observar como deja de llover y el sol sale a la distancia. Este final no se considera canónico ya que en la segunda entrega se confirma que los únicos sobrevivientes del incidente fueron Jennifer y Edward.
Final A: Después de que Bobby muere en el tope de la Torre del Reloj, Anne/Laura entra en escena y se reencuentra con Jennifer, sin embargo, Mary sale de las sombras y la empuja, haciendo que esta caiga en los engranajes justo como Bobby lo hizo, Jennifer luego lucha con Mary hasta que unos cuervos vienen a su rescate y atacan a Mary, causando que se precipite por la puerta que da al exterior mientras intenta ahuyentarlos, resultando en su muerte, Jennifer se encuentra sola en el tope de la torre mientras ve como la lluvia lentamente se detiene y el sol empieza a salir
Final B: similar al S y el A. Anne, Laura y Lotte en este punto definitivamente se hallan muertas. Este final se obtiene siendo testigo de las muertes de todas las amigas de Jennifer, después de la muerte de Bobby, Mary sale por detrás y procede a estrangular a Jennifer, iniciando un evento del pánico, si el jugador logra sobrevivir al evento, Jennifer empujará a Mary y esta terminará chocando contra los controles del reloj, electrocutándose y muriendo. Este final se considera canónico.
Final C: Después de haber presenciado la muerte de sus amigas y de descubrir las verdaderas intenciones de Mary, Jennifer sale del ascensor en el segundo piso de la mansión, encontrándose a la señora en un pasillo, la joven le pregunta por qué está haciendo todo esto, solo para que la mujer saque un cuchillo e intente asesinar a la protagonista, esto produce un evento del pánico, después de empujar a Mary y tirarla al piso, Jennifer corre rápidamente a una habitación que lleva a un balcón. Con la mujer pisándole los talones, la muchacha va hacia unas escaleras cercanas y empieza a subir para llegar a la Torre del Reloj, Mary la alcanza y agarra uno de sus pies haciendo que la chica entre en pánico, (Evento del pánico) Jennifer logra liberar su pie y arremete con una patada, Mary pierde su agarre en la escalera y pronto también, su equilibrio, causando que caiga hacia su perdición. La protagonista sigue subiendo hasta alcanzar el tope de la Torre del Reloj, Bobby viene detrás de ella queriendo vengar a su madre y hermano, Jennifer acciona los interruptores del reloj y lo activa, el hombre de las tijeras no puede soportar el ruido que produce toda la maquinaria, entonces tira sus tijeras y tapa sus orejas, mientras camina hacia un barandal, que termina rompiéndose, causando que Bobby caiga entre todos los engranajes y muera, Jennifer sale al exterior y mira como la lluvia lentamente se detiene. Este final se considera canónico. 
Final D: Jennifer sale del ascensor del segundo piso y se encuentra con Mary. La protagonista se acerca a ella, y termina siendo apuñalada en el pecho. Las últimas palabras de Jennifer son «¿Por qué?», mientras Mary la ve con una expresión malvada en su rostro.
Final E: Jennifer está en el ascensor subiendo. A mitad de camino, este se detiene de forma abrupta y las luces se apagan. Bobby empieza a reírse y entra por la ventilación de la parte superior del elevador, la pantalla se torna negra, Jennifer grita y termina muriendo.
Final F: Cuando Jennifer se dirige hacia al ascensor y entra en él, Bobby irrumpe por un respiradero en el techo una vez las puertas se cierran y mata a la joven fuera de pantalla. Acto seguido, se puede ver como la sangre de la protagonista se filtra por debajo de las puertas. Debido al curso del juego, la obtención de este final es inusual. El curso del juego es totalmente normal hasta este punto.
Final G: Jennifer escapa de la mansión con el coche del cobertizo al haber encontrado las llaves de dicho vehículo. 3 días después, la muchacha es encontrada muerta en su habitación, su causa de muerte es incierta, sin embargo Hifumi Kono en un preguntas y respuestas confirmó que Mary estuvo directamente involucrada en la muerte de Jennifer. 
Final H: Considerado el peor final de todos, y el último. Jennifer encuentra un auto en el cobertizo, y las llaves del mismo en una caja cercana, ella piensa en que no podría dejar a sus amigas atrás, se sube 3 veces al auto pensando que hacer, ya en la tercera vez, se rinde y termina huyendo en el coche. Un rato después, ella mira el espejo retrovisor solo para ser testigo de como las tijeras de Bobby emergen del asiento trasero, Jennifer suelta un grito y muere.
Final I: Este final procede de un fallo que hay en el juego cruzando rápidamente antes de la muerte de Anne en la piscina evitando el primer encuentro de Bobby. Esto no desencadena a los otros sucesos. Se supone que sale «sin problemas» del lugar. Accediendo al menú y mirando la nota obtenida, sale la D. Posiblemente, este fallo proviene de que se tenía la idea de poner uno en el que ella huyera con el coche sin ningún tipo de problema.

## Listado de juegos
- Clock Tower: The First Fear (1995, Super Nintendo)
- Clock Tower (Clock Tower 2 en Japón) (1997, PlayStation)
- Clock Tower II: The Struggle Within (Clock Tower: Ghost Head en Japón) (1998, PlayStation)
- Clock Tower (1999, WonderSwan ) fue considerada inferior debido a su calidad (en blanco y negro)
- Clock Tower 3 (2002, PlayStation 2)
- Haunting Ground (2005, PlayStation 2).
- Clock Tower (2010, Nintendo Wii)
- Clock Tower (2013, Wii U)
- NightCry (2016, Windows, PlayStation Vita)